# Historias clandestinas en La Habana
 Historias clandestinas en La Habana  es una película de Argentina filmada en colores dirigida por Diego Musiak sobre su propio guion que se estrenó el 8 de mayo de 1997 y que tuvo como actores principales a Susú Pecoraro, Jorge Perugorría, Ulises Dumont y Verónica Lynn. Fue filmada íntegramente en La Habana, Cuba.

## Sinopsis
Varias historias de amor que transcurren en La Habana: Laura, una argentina que conoce a Frank, un taxista divorciado que vive con su madre, la que se reencuentra con Francisco, un empresario que vive solitario y triste, Carlos y Jaime, que deben ocultar su condición homosexual y un periodista y su fotógrafa que sueñan ganar un premio.

## Reparto
Intervinieron en el filme los siguientes intérpretes:
- Susú Pecoraro
- Jorge Perugorría
- Ulises Dumont
- Verónica Lynn
- Jorge Martínez
- Rosario de la Uz
- Luis García
- Humberto Páez

## Comentarios
Gustavo J. Castagna  en El Amante del Cine escribió:

«…un rejunte de postales turísticas filmadas como si se tratar de un aficionado.»

Gustavo Noriega en El Amante del Cine  opinó:

«Una idea interesante, la de cruzar historias pequeñas en una ciudad hermosa como fondo, se convierte en un aviso de la Secretaría de Turismo de Cuba que no honra a ese país ni a los logros de su revolución.»

Aníbal M. Vinelli en Clarín dijo:

«Carece de pretenciosidad y elude la grandielocuencia. Y proponiéndose menos, consigue más, a partir de los relatos entrecruzados de cuatro parejas atípicas jugadas por un elenco binacional y de pareja eficiencia.»

Manrupe y Portela escriben:

«…una gran postal, excusada en un cruce de historias esbozadas, algunas inconexas o con diálogos improbables…Pese a todo, una película amigable.»

## Premios
El filme obtuvo los siguientes premios:
Asociación de Cronistas Cinematográficos de la Argentina, Premios Cóndor de Plata 1998
- Ulises Dumont nominado al premio al mejor actor de reparto.

Festival Cinequest San Jose de San José, California 1998
- Película ganadora del Premio del Público junto al film Desafiando la gravedad (1997).
- Película nominada para el Premio Maverick Spirit